# Archinemapogon erasella
Archinemapogon erasella är en fjärilsart som beskrevs av Philipp Christoph Zeller 1863. Archinemapogon erasella ingår i släktet Archinemapogon och familjen äkta malar.
Artens utbredningsområde är Venezuela. Inga underarter finns listade i Catalogue of Life.